# Luxemburg i olympiska vinterspelen 1992
Luxemburg deltog med en deltagare vid de olympiska vinterspelen 1992 i Albertville. Deltagaren vann två silvermedaljer.

## Medaljer

### Silver
- Marc Girardelli - Alpin skidåkning - Super-G och storslalom.